# Ерік Елдред
Ерік Елдред (англ. Eric Eldred; народився 1943 р. у США — американський видавець, засновник сайту Eldritch Press, на якому викладаються твори, що перейшли в суспільне надбання, громадський активіст. Відомий насамперед діяльністю, пов'язаною з поширенням творів суспільного надбання, а також своєю боротьбою за зміну законодавства у галузі авторського права. Елдред був співзасновником Creative Commons і входив до ради директорів.
Еріка Елдреда описують як колишнього програміста та системного адміністратора, бостонського письменника та технічного аналітика з Нью-Гемпшира. Він незалежний науковець і вперше опублікував онлайн усі роботи Натанієля Готорна, а також сканував багато робіт для проекту Гутенберг та інших.

## Біографія
Ейдред виріс у Флориді, закінчив Гарвардський університет у 1966 році (філософія, загальні дослідження), потім відмовився від військової служби з міркувань совісті під час війни у В'єтнамі. Йому було наказано відпрацювати два роки як альтернативну службу, в Массачусетському загальному госпіталі в Бостоні, де він був респіраторним терапевтом і головним легеневим технологом до 1987 року. Після того, як він купив комп'ютер Apple I у 1980 році, він був активним у групах користувачів Apple і пішов у Гарвардську школу підвищення кваліфікації (програмування та технічне письмо C.A.S 1991). Потім працював інженером в Apollo Computer (пізніше Hewlett-Packard) і Cahners Publishing як технічний аналітик і журналіст комп'ютерного журналу, потім у Wang Government Services на посаді старшого системного адміністратора Unix, після чого став інвалідом через повторне перенапруження.
Протягом 2004-05 років він жив в Інтернет-книгомобілі, подорожуючи по США, відвідуючи школи та бібліотеки та спеціальні заходи, щоб показати читачам, як друкувати власні безкоштовні книги.
Елдред розлучений, має трьох доньок (трійню).

## Eldritch Press
Eldritch Press — це веб-сайт, який перевидавав чужі роботи, що перебувають у суспільному надбанні (більше не підлягають авторському праву). Протягом декількох років Eldritch Press працював на сервері Linux з форматами HTML і включенням графіки (в той час як зараз він розміщений на ibiblio і більше не підтримується Елдредом; його головною особливістю були експерименти з HTML з метою забезпечення доступності для незрячих читачів) для онлайн-книг, які раніше здебільшого були у форматі ASCII. Оскільки роботи Елдреда та похідні роботи, засновані на них, є суспільним надбанням, будь-хто може використовувати їх, розміщувати та створювати власні твори без оплати чи кредиту.
Ідея створення некомерційної електронної бібліотеки спала Елдреду на думку в 1995 р., після того як він спробував знайти в мережі «Червону літеру» Н. Готорна для того, щоб допомогти своїм донькам у її вивченні. Однак якість знайдених ним матеріалів його не задовольнила, і він вирішив викласти текст сам. Так, у 1995 р. було створено сайт Eldritch Press, на якому Елдред продовжив викладати твори авторів, які вже стали суспільним надбанням.
Діяльність Елдреда була позитивно оцінена Товариством Натанієля Готорна та Товариством Вільяма Хоуеллса. У 1997 р. сайт Eldritch Press був названий Національним гуманітарним фондом у числі 20 найкращих гуманітарних сайтів.
У 2004 році Елдреду було відмовлено в дозволі в державному заповіднику Walden Pond друкувати та роздавати безкоштовні примірники «Волден»(Walden) на 150-ту річницю його публікації. У 2005 році Елдред повернувся з дозволом, отриманим за допомогою Центру Інтернету та суспільства Беркмана при Гарвардській школі права, надрукувати та роздавати примірники книги, а також продемонструвати читачам, як самостійно видавати та відновлювати контроль над власну культуру.

## Елдред проти Ешкрофта
У 1998 р. у США було ухвалено «Закон про продовження терміну охорони авторських прав» (англ. Sonny Bono Copyright Term Extension Act), що подовжив термін дії авторського права на 20 років (з 50 до 70). Для Еріка Елдреда, який публікує онлайн твори, що вже перейшли в суспільне надбання, це означало, що до 2019 р. він не може поповнювати свою бібліотеку книжками, випущеними після 1923 р.
У січні 1999 р. він подав позов до федерального окружного суду Вашингтона, вимагаючи визнання закону Сонні Боно неконституційним. Цей позов, як і позов, що послідував за ним, до апеляційного суду округу Колумбії були відхилені. Проте, у 2002 р. Елдред подає позов до Верховного суду, який погоджується його розглянути. Інтереси Елдреда на цьому процесі представляв Лоуренс Лессіг, який докладно описав хід судових розглядів у своїй книзі «Вільна культура». Для процесу були зібрані висновки бібліотечних асоціацій, письменників, медіа-центрів. Аргументація позивачів була побудована на тому, що фактично 75-річний термін копірайту порушує конституційну норму про обмежений термін виняткових прав, якими Конгрес може наділити автора. Процес було програно. У січні 2003 р. Верховним судом було винесено рішення про те, що збільшення терміну дії авторського права не є перевищенням повноважень Конгресу і не порушує Конституцію. Сам Елдред вважає, що незважаючи на програш, ініціаторам процесу вдалося досягти позитивних результатів — аргументи, які наводилися на процесі про незаконність дій Конгресу, вплинули на громадську думку, зокрема й думку юристів.
Справа Елдреда багато в чому послужила поштовхом до створення Creative Commons. Ще на першому етапі процесу Лессігом, Зітрейном і Елдредом був розроблений проєкт, що перетворився в кінцевому підсумку на Creative Commons.

## Інша діяльність
У 2004 р. на честь 150-річчя книги «Волден, або Життя в лісі» Генрі Торо Елдредом було організовано акцію з розповсюдження безкоштовних копій книги на березі Волденського ставка. Акцію було згорнуто через негативну реакцію працівників заповідника, які вважали, що це негативно позначиться на продажах магазинів на його території.
Також Елдредом організовано проєкт, у рамках якого він на своєму букмобілі (автофургоні, оснащеному супутниковим інтернетом, лазерним принтером і необхідним обладнанням для палітурки книжок) відвідує школи, бібліотеки та спеціальні заходи й навчає людей того, як самостійно надрукувати книжку, тим самим заохочуючи використання відкритих джерел, на яких викладають твори, що перейшли в суспільне надбання.